# Kasteel Ter Aa (Berlicum)

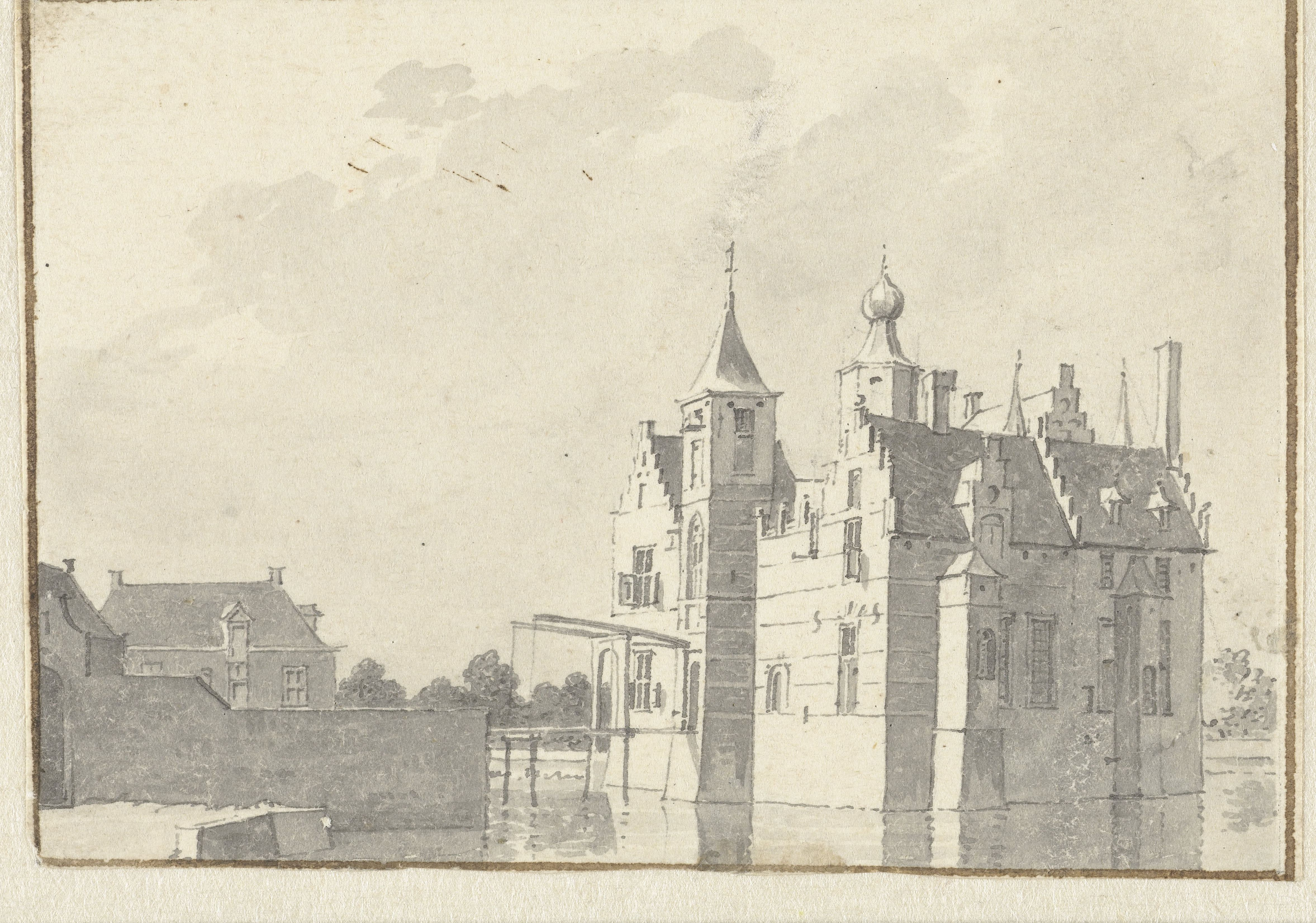
Kasteel Ter Aa in de 18e eeuw.

Kasteel Ter Aa is een kasteel nabij Berlicum dat bestond van kort na 1520 tot 1808.
Het kasteeltje was gelegen aan de Run, een riviertje dat nabij Berlicum in de Aa uitmondde. Het lag niet ver van het oude centrum van Berlicum. Het was een slotje zonder militaire functie. Het gebouw had een rechthoekige plattegrond en was omgracht, met poortgebouw en een torentje. Het werd gebouwd door Frans Paeuweter die van zijn vader een strook grond had geërfd.
In 1557, toen het werd gekocht door Goijert Johan Lombarts van Enckevoirt, werd het omschreven als een omgraven stenen herenhuizinge. In 1595 werd het gekocht door Gielis de la Couture. Deze verkocht het huis in 1606 aan Rogier van Broeckhoven. Het werd omstreeks deze tijd omschreven als: het stenen omgraven, naamloze huis, zijnde uit het water opgemetseld, met stallingen, neerhoven en boomgaarden. In 1607 werd het doorverkocht aan graaf Hendrik van den Bergh die zijn zuster Anna erin liet wonen. Zij verhuisde echter spoedig naar Seldensate, waarop haar zuster Charlotte er ging wonen. In 1652 kocht Philip van Thienen het huis, waarna diens neef Arend het erfde. Uiteindelijk hebben nog de families Honthorst en Van Borssele het huis bewoond.
In 1767 vond een hevig onweer plaats, waarbij een deel van de buitenmuur van de gracht bij de kasteelbrug instortte. Dit werd echter hersteld.
In 1787 werd het kasteel uiteindelijk verkocht om het te slopen. De sloop vond plaats tussen 1804 en 1808 en de van het kasteel afkomstige materialen werden verkocht. Slechts een kleine verzinking in het kasteel herinnert nog aan het gebouw.
Er bestaat een tekening van het kasteel van de hand van Hendrik Spilman.
Er moet in Berlicum nóg een kasteeltje bestaan hebben van dezelfde naam. Men spreekt in dit verband wel van Ter Aa I en Ter Aa II.